# Jharsuguda Airport
Jharsuguda Airport är en flygplats i Indien.   Den ligger i distriktet Jharsuguda och delstaten Odisha, i den centrala delen av landet, 1 000 km sydost om huvudstaden New Delhi. Jharsuguda Airport ligger 228 meter över havet.
Terrängen runt Jharsuguda Airport är platt, och sluttar västerut. Runt Jharsuguda Airport är det tätbefolkat, med 331 invånare per kvadratkilometer. Närmaste större samhälle är Jharsuguda, 6,7 km sydväst om Jharsuguda Airport. Trakten runt Jharsuguda Airport består till största delen av jordbruksmark.